# Хассе, Николаус
Николаус Хассе (1617, Любек — 8 марта 1672 , Росток, нем. Nicolaus Hasse или нем. Nikolaus Hasse) — немецкий композитор и органист. Представитель Северонемецкой органной школы.

## Биография
Учился музыке у своего отца Петера Хассе. В 1642 получил должность органиста Церкви Святой Марии в Ростоке. Согласно одному из источников, вышел на пенсию в 1671 году, что противоречит дате смерти, указанной в другом источнике.
Испытывая финансовые трудности, подавал прошения об увеличении жалования.
Его сыновья Генрих (1625–1696) стал органистом Церкви Св. Петра в Любеке, Фридрих (1635–1688) был органистом, пономарем и  школьным учителем в Нойенгамме. Его внук Николаус-младший (1651–1672), Петер II (1668–1737) и Петер III (1668–1737) были органистами. Широкую известность получил и его внук, автор опер и церковный композитор Иоганн Адольф Хассе. Правнук, Иоганн-Петер (1708–1776) тоже был музыкантом.

## Произведения
Хассе напечатал собрание из 10 сюит для инструмента сопранового регистра и генерал-баса, 11 сюит для двух инструментов и генерал-баса, 12 польских танцев под заголовком «Delitiæ Musicæ» (Росток, 1656). Кроме того сохранилось 50 церковных песен. Остальные работы утеряны. Органные произведения сохранились лишь фрагментарно. Его достаточно выразительные духовные песни напоминают по стилю мадригалы.